# Eleocharis maculosa
Eleocharis maculosa är en halvgräsart som först beskrevs av Vahl, och fick sitt nu gällande namn av Johann Jakob Roemer och Schult.. Eleocharis maculosa ingår i släktet småsäv, och familjen halvgräs. Inga underarter finns listade i Catalogue of Life.